# Кристин Милиоти
Кристин Милиоти (на английски: Cristin Milioti) (родена на 16 август 1985 г.) е американска актриса и певица. Участвала е в сериали като „Семейство Сопрано“, „Рокфелер плаза 30“ и „Добрата съпруга“. През 2013 г. е избрана да играе ролята на майката в „Как се запознах с майка ви“ и прави първата си поява в последния епизод от осми сезон.
През 2024 година участва с главна рола в сериала на HBO – Пингвина като влиза в ролята на София Фалконе.

## Избрана филмография
| Година | Филм/сериал         | Оригинално заглавие     | Роля            | Режисьор        |
| ------ | ------------------- | ----------------------- | --------------- | --------------- |
| 2013   | Вълкът от Уолстрийт | The Wolf of Wall Street | Тереза Петрилио | Мартин Скорсезе |
| 2024   | Пингвина            | The Penguin             | София Фалконе   |                 |